# Ridge Canipe
Ridge Canipe, nome completo Ridge Yates George Canipe (Laguna Beach, 13 luglio 1994) è un attore statunitense.

## Biografia
Ridge è conosciuto per aver interpretato Johnny Cash nel film del 2005 Quando l'amore brucia l'anima - Walk the Line, diretto da James Mangold, sempre nel 2005 nel film Bad News Bears - Che botte se incontri gli orsi!, diretto da Richard Linklater ed nel 2008 in Baby Blues diretto dai registi Lars Jacobson e Amar Singh Kaleka. 
Conosciuto anche serie televisive statunitensi come: Desperate Housewives - I segreti di Wisteria Lane, Angel, Cold Case - Delitti irrisolti, CSI - Scena del crimine, Drake & Josh ed Supernatural.

## Riconoscimenti
- 2006: Vincitore Young Artist Awards – Miglior performance in un lungometraggio Quando l'amore brucia l'anima - Walk the Line e Bad News Bears - Che botte se incontri gli orsi! (2005)
- 2007: Nominato Young Artist Awards – Miglior giovane cast artistico in un lungometraggio Santa Clause è nei guai (2006)
- 2008: Nominato Young Artist Awards – Miglior performance in un film TV, miniserie o speciali – Giovane attore non protagonista Il mondo di Hollis Woods (2007)

## Filmografia

### Cinema
- Bad News Bears - Che botte se incontri gli orsi! (Bad News Bears), regia di Richard Linklater (2005)
- Quando l'amore brucia l'anima (Walk the Line), regia di James Mangold (2005)
- Danika, regia di Ariel Vromen (2006)
- Zoom, regia di Peter Hewitt (2006)
- Santa Clause è nei guai (The Santa Clause 3: The Escape Clause), regia di Michael Lembeck (2006)
- Music Within, regia di Steven Sawalich (2007)
- Baby Blues, regia di Lars Jacobson e Amardeep Kaleka (2008)
- The Express, regia di Gary Fleder (2008)
- Life Is Hot in Cracktown, regia di Buddy Giovinazzo (2009)
- A Single Man, regia di Tom Ford (2009)
- Tom Cool, regia di Ron Carlson (2009)
- A Warrior's Heart, regia di Mike Sears (2011)
- All American Christmas Carol, regia di Ron Carlson (2013)
- Guests, regia di Matt H. Mayes - cortometraggio (2013)

### Televisione
- Lucky – serie TV, episodio 1x10 (2003)
- Cold Case - Delitti irrisolti (Cold Case) – serie TV, episodio 1x12 (2004)
- Angel – serie TV, episodio 5x14 (2004)
- The District – serie TV, episodio 4x16 (2004)
- Drake & Josh – serie TV, episodio 3x12 (2006)
- CSI - Scena del crimine (CSI: Crime Scene Investigation) – serie TV, episodio 7x06 (2006)
- Desperate Housewives – serie TV, episodi 2x2-3x23 (2005-2007)
- Il mondo di Hollis Woods (Pictures of Hollis Woods), regia di Tony Bill – film TV (2007)
- Supernatural – serie TV, episodi 1x18-3x08 (2006-2007)
- Outnumbered – serie TV (2009)